# Letiště Zbraslavice
Letiště Zbraslavice (ICAO: LKZB) leží 1,5 km severně od městečka Zbraslavice, u silnice č. 126 mezi městem Zbraslavice a obcí Štipoklasy. Letiště je určeno pro letouny, vrtulníky, kluzáky a ultralehká letadla. Provozovatelem letiště je občanské sdružení Aeroklub Zbraslavice.
Mezi piloty a fanoušky leteckých sportů po celém světě je Letiště Zbraslavice synonymum pro nadstandardní podmínky pro plachtění, a je proto místem konání řady soutěží, i tréninkovou základnou pro piloty z celé České republiky.

## Určení a provoz
Letiště je vybaveno pro lety VFR (Pravidla pro let za viditelnosti), a nachází se na hranici TMA neveřejného mezinárodního letiště Čáslav.
Při vzletu a přistání je třeba respektovat skutečnost, že dráha 15 stoupá do mírného kopce a start se prodlužuje, a při přistání na dráhu 33 z kopce letadlo "plave" a přistání bývá delší. Často také fouká vítr téměř kolmo na dráhu a start do kopce je s méně výkonnými stroji téměř nemožný. V takovém případě se dráha užívá "jednosměrně" – startuje se z kopce (33) a přistává do kopce (15), a to i s malou zadní složkou větru! V sezoně bývá na letišti velmi intenzivní plachtařský provoz. Tyto okolnosti stojí za rozhodnutím, že je letiště Zbraslavice je u mnoha klubů na seznamu složitějších letišť, kam se vyžaduje nejprve vývoz s instruktorem.

## Služby pro veřejnost
Pro leteckou i neleteckou veřejnost letiště nabízí vyhlídkové lety, motorové i bezmotorové létání a modelářský sport, technické a společenské zázemí (hangáry, bazén, hřiště, restaurace a ubytování).

## Výcvik létání

### Létání na kluzácích

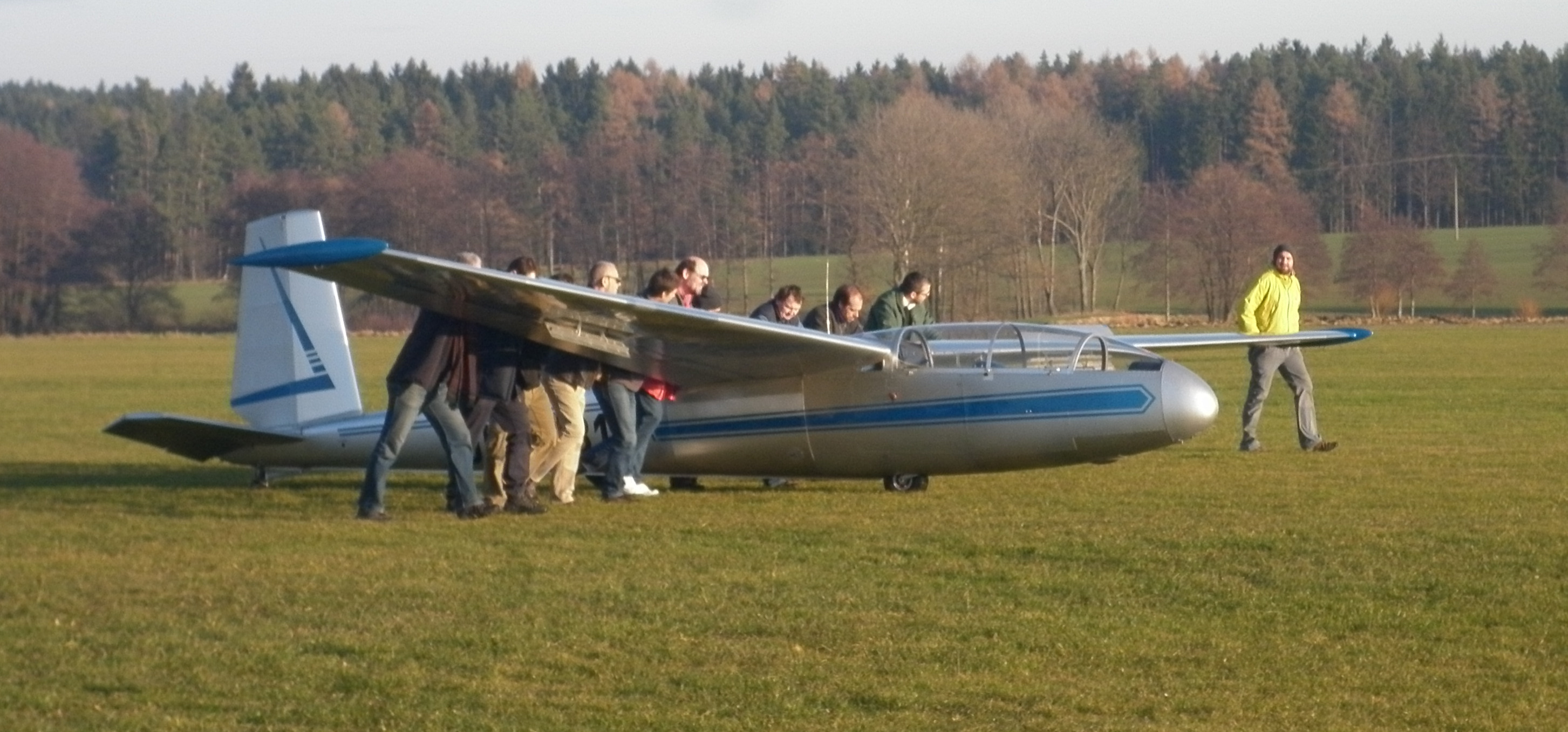
Členové aeroklubu tlačí kluzák L-13A Blaník na start.

Pro zájemce o získání pilotního průkazu nabízí letecká škola Aeroklubu Zbraslavice následující druhy výcviku:
- Základní výcvik na kluzácích – průkaz pilota kluzáku (licence SPL, LAPL(S))
- Pokračovací a sportovní výcvik pilota kluzáku
- Výcvik plachtařských instruktorů (licence FI(S))

Základní výcvik létání na kluzácích začíná pravidelně v zimních měsících teoretickým školením, a následně probíhá praktický výcvik během jara a léta. Létá se zpravidla na větroni L-23 Super Blaník.
Pokračovací výcvik je určen pro piloty kluzáků (držitele licence GLD). Frekventatni se postupně naučí létat v termice i na svahu. Piloti se během výcviku přeškolují na výkonnější dvousedadlové (Grob G103 Twin Astir), a také na jednosedadlové větroně (VSO-10, Schleicher ASW 19). Smyslem výcviku je piloty důkladně připravit na sportovní létání tak, aby splnili podmínky k získání stříbrného odznaku FAI-D.
Sportovní piloti Aeroklubu Zbraslavice se účastní mnoha plachtařských soutěží, jsou členy reprezentačního týmu ČR a dosahují skvělých výsledků.

### Létání na motorových letadlech
Výcvik létání na letounech se provádí podle potřeb zákazníků individuálně. Aeroklub Zbraslavice je držitelem osvědčení o schválení CZ/FTO-012 pro praktické modulové výcviky a je schopen vycvičit žáky od nuly až na pravou sedačku dopravního letadla.
- Průkaz soukromého pilota (licence PPL) – výcvik v rámci oprávnění CZ/ATO-012
- Průkaz obchodního pilota (licence CPL) – výcvik v rámci oprávnění CZ/ATO-012

Pro držitele licencí PPL nebo CPL je zde možné také získat následující kvalifikace:
- Kvalifikace pro vícemotorové letouny (MEP)
- Výcvik letového instruktora (FI)
- Létání podle přístrojů (IR)
- Kvalifikace pro lety v noci (NIGHT)

## Sportovní úspěchy
Zbraslavičtí plachtaři se umísťují na předních místech celostátní plachtařské soutěže (CPSka). Jsou členy reprezentačního týmu ČR a dosahují i v mezinárodní konkurenci skvělých výsledků. Jsou také držiteli sportovních odznaků FAI, které jsou pilotům udělovány při splnění mezinárodně uznaných podmínek. Držitelem stříbrného odznaku FAI je 49 pilotů, držitelem zlatého odznaku FAI za skvělé sportovní výkony je 9 pilotů, držitelem zlatého odznaku FAI se třemi diamanty za mimořádné sportovní výkony je 6 pilotů a jeden pilot je držitelem zlatého FAI odznaku se třemi diamanty a dodatkem za let na 1000 km.
Za dlouhodobý přínos leteckému sportu je Aeroklub Zbraslavice jako jeden z mála světových aeroklubů držitelem DIPLOME D'HONNEUR Mezinárodní federace leteckých sportů FAI.
V roce 2014 se stal člen Aeroklubu Zbraslavice Lubomír Hodan (2. července 1935- 1. prosince 2021) držitelem čestného diplomu Paula Tissandiera za celoživotní přínos letectví.
V dubnu 2014 vyhrál Aeroklub Zbraslavice anketu leteckého elektronického magazínu Aeroweb o nejlepší leteckou školu roku 2014 mezi leteckými školami poskytujícími jen výcviky GA, získal přes 400 hlasů.

## Letecké soutěže a akce pro letce a veřejnost
Ve Zbraslavicích se koná pravidelně AZ CUP, označovaný kvůli termínu konání za první závod plachtařské sezóny. Létá se zde jak klubová, tak tzv. otevřená třída větroňů, a pravidelně se jej účastní přes 60 závodníků. Dále se na letišti konají závody v přesném létání (Například Mistrovství ČR v přesném létání v roce 2012) a čas od času jiné, zpravidla plachtařské závody. Soutěže jsou volně přístupné divákům ve veřejné části letiště, přístup na provozní plochu je možný pouze za doprovodu nebo na pokyn organizátora.
V červenci 2015 se ve Zbraslavicích konalo Mistrovství ČR v letecké akrobacii větroňů nejvyšších kategorií Unlimited a Advanced, a v srpnu 2015 se zde konalo Mistrovství světa v letecké akrobacii větroňů kategorie Unlimited a Advanced. Mistrem světa v kategorii Advanced se stal Čech Miroslav Černý, mistr světa nejvyšší kategorie Unlimited je pro rok 2015 Maďar Ferenc Tóth.
V květnu a červnu roku 2017 se ve Zbraslavicích konalo Mistrovství světa v plachtění žen. Nejlepšího výsledku dosáhla Alena Netušilová druhým místem v královské kategorii 18m.

### Mezinárodní letecké soutěže ve Zbraslavicích v roce 2018
V roce 2018 pak již druhé Mistrovství světa v akrobacii kluzáků v kategoriích Advanced a Unlimited, po prvním vydařeném mistrovství v létě 2015.